# Леда і лебідь (Леонардо да Вінчі)

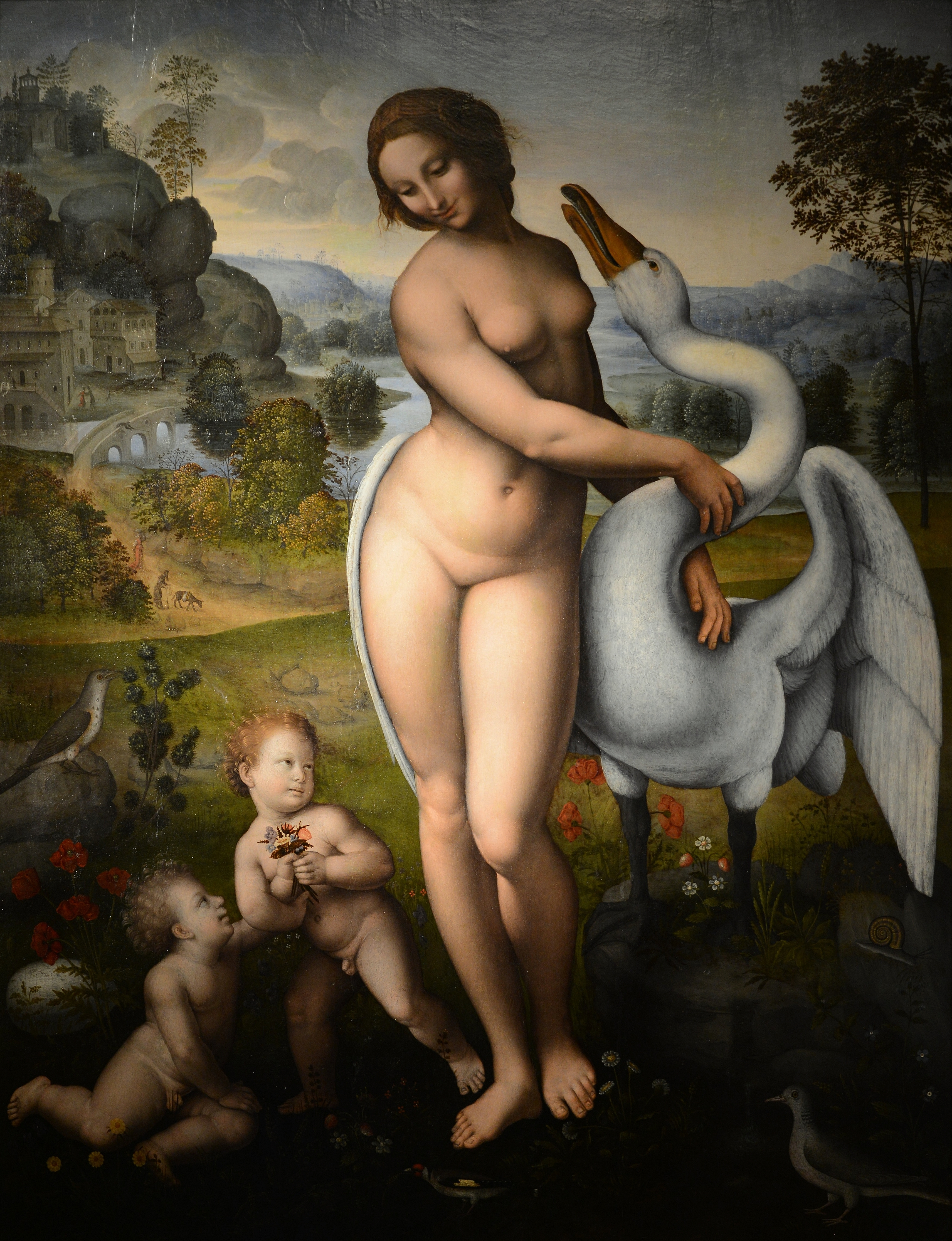
Копія картини Джованні Антоніо Бацці, створена у 1510—1515 роках

«Леда і лебідь» — втрачена картина Леонардо да Вінчі, відома за попередніми начерками, копіями інших художників і згадками в історичних документах. Оригінал полотна був, ймовірно, створений близько 1508 року.

## Попередні начерки
Судячи з усього, задум картини на сюжет легенди про Леду зародився у художника ще на початку 1500-x. Перші начерки до майбутнього полотна відносяться до 1504 року, проте композиційно вони помітно відрізняються від остаточного варіанта. Малюнки пером, що зберігаються в Музеї Бойманса — ван Бенінгена і Чатсворт-хаусі, зображують Леду з лебедем серед густої трави; на одному з них вона пестить голову птиха, на іншому лебідь, обійнявши кохану крилом, «цілує» її у вухо. На аркуші, який зберігається у Віндзорському замку, поруч з великим нарисом коня намічено два невеликих малюнка про «Леду»: тут вона зображена сидячою на землі, на одному з начерків поруч з нею видніється фігурка дитини.

## Історія
Остаточний варіант картини був створений близько 1508 року. Судячи з копій, тут Леда була зображена на повний зріст; руками вона обіймала шию лебедя, але погляд її був спрямований на дітей, що щойно вилупилися з величезних яєць і тепер граються в траві. Подальша її історія незрозуміла. Згодом, картина була вивезена у Францію. Остання згадка про неї належить Касіяно даль Поццо, який бачив «Леду» у палаці Фонтенбло у 1625 році. В цей час картина вже була у поганому стані.
Історики припускають, що згодом картина була знищена, проте коли точно це сталося — невідомо. Уже в кінці XVIII століття драматург Карло Гольдоні, який відвідав Версаль в 1775 році, помітив, що від «Леди» не залишилося і сліду. У своїх щоденниках він зазначає, що йому не вдалося знайти згадки «Леди» навіть в списках картин, знищених за наказом маркізи де Ментенон за «непристойність».

## Копії
«Леда» відома в основному з копій інших художників. Однією з найдавніших став малюнок Рафаеля, який створений близько 1506 року, ймовірно, за попередніми ескізами. Першою художньою копією вважають картину з галереї Уффіці, яку приписують Франческо Мельці (бл. 1515). Від інших ранніх копій «Леди» (Чезаре да Сесто, 1515—1520 ; Содома, бл. 1515) вона відрізняється фоном: у Содоми і Сесто Леда зображена на тлі світлого вечірнього неба, Мельці ж розміщує персонажів перед масивною скелею. Особливо виділяється серед копій «Леди» робота Джампетріно (бл. 1520), яка раніше приписувалася самому Леонардо: на його картині лебідь відсутній, Леда зображена опущеною на одне коліно і притримує дитину, навколо в траві сидять інші її діти. Композиційно ця робота має мало спільного з копіями інших леорнадесків, але зате очевидно близька з начерками середини 1500-x. У той же час, на іншій картині Джампетріно («Венера і купідон») фігура Венери, її поза і вираз обличчя фактично дослівно повторюють позу і вираз обличчя Леди з втраченої картини.